# 超高分子量ポリエチレン

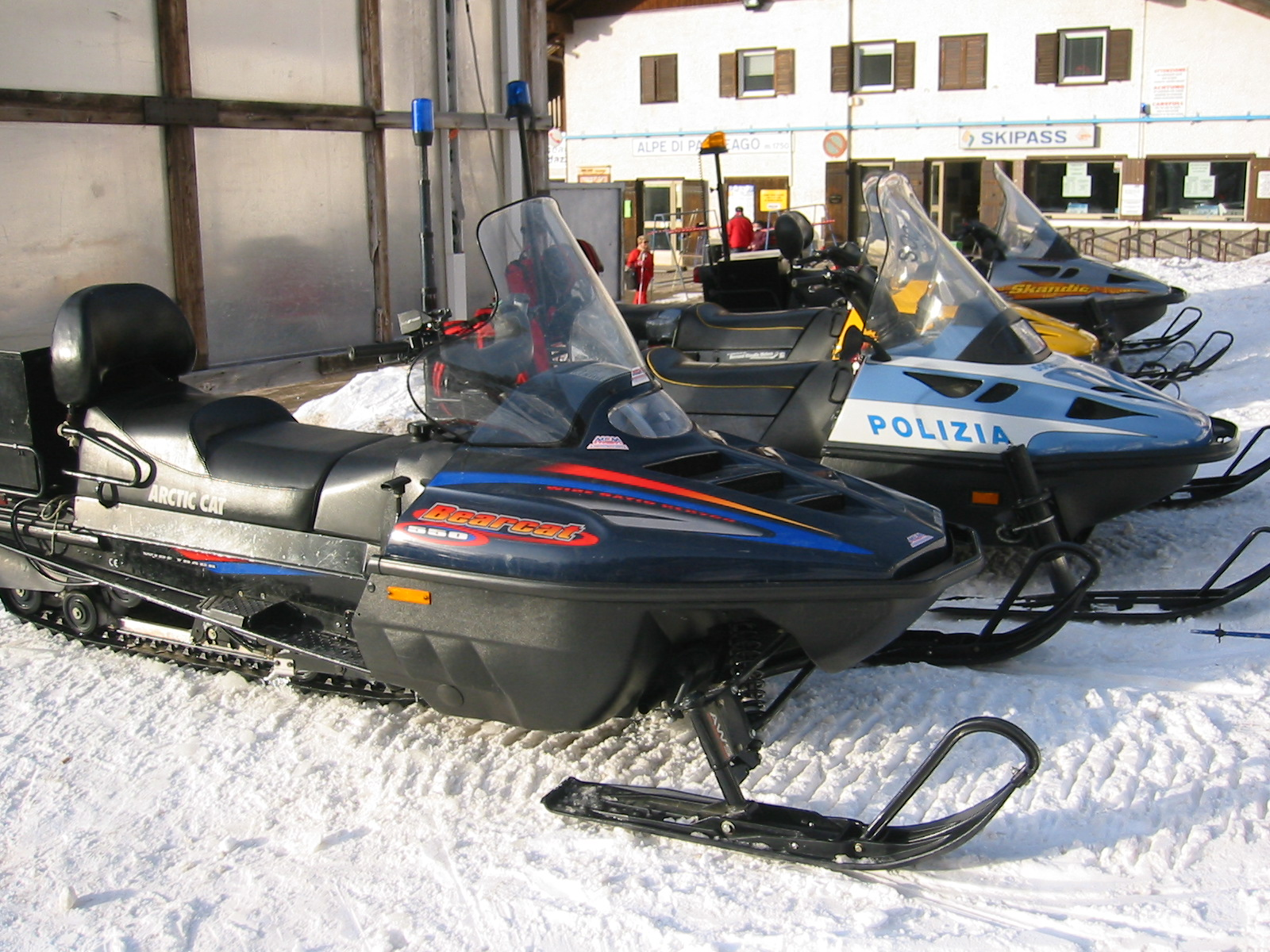
超高分子量ポリエチレンの使用例：スノーモービルのスキー部やギアレール

超高分子量ポリエチレン（ちょうこうぶんしりょうぽりえちれん、Ultra High Molecular Weight Polyethylene－UHPEまたはUHMWPE）は、通常2～30万の分子量を100～700万まで高めたポリエチレン。熱可塑性樹脂に分類される合成樹脂であり、スーパーエンジニアリングプラスチックのひとつとみなされている。
ダイニーマ（Dyneema、コーニンクレッカDSM、東洋紡がライセンス生産）、スペクトラ（Spectra、ハネウェル）などの商品名でも呼ばれる。

## 製法
低圧の懸濁重合法にて製造しつつ、反応時間を長く取ることで分子量を高め製造される。

## 特徴
- 非常に高い耐衝撃性を持ち、これはポリカーボネート (PC) を上回る。また、この特性は低温から高温までの幅広い温度領域においても低下しない。
- 耐摩耗性に優れ、自己潤滑性を持つ。砂を用いた摩擦試験でもフッ素樹脂やポリアセタール (POM) よりも良好。
- 耐薬品性を持ち、食品安全衛生樹脂である。
- 比重0.92 - 0.94と軽い。
- 吸水率が低く、寸法安定性に優れる。
- 特殊な成形方法が必要となる。溶融時の流動性は極めて低く射出成形には馴染まない。そのため粉体を圧縮成形し切削する、または中空成形などの手法が用いられる。

## 改質
ガラス繊維や炭素繊維などで補強した繊維強化プラスチックがある。

## 用途

### 歴史
1953年ドイツのマックス・プランク研究所のカール・ツィーグラーによって発見された四塩化チタンと有機アルミニウム化合物を触媒に利用し、分子量の大きなポリエチレン重合が実現した。さらに、1980年代に入ると活性が高いメタロセン系触媒が開発され、ポリエチレンの分子量をより高めた重合が可能となり製造されるようになった。

### 使用例
機械・機構部品としては、耐摩耗性を生かした用途に用いられる。これはギア・歯車やガスケット類などの小物から、農機具やブルドーザーのブレードなど工作機器部品、さらにはサイロやホッパーなどプラント用大型設備にも用いられる。潤滑性に着目した利用例では、氷を使わないスケートリンクがある。一方、物性の温度依存性の低さから、低温環境で用いる分野でも使用される。機械類のガイドレール、スキー板スキーの滑走面、スノーモービルのギアレールなどがそれに当てはまる。生体安全性の特徴から人工骨や義肢用材料などにも用いられる。
粉体はコンパウンド用材料としても利用される。耐摩耗性を向上させる用途では四フッ化エチレン樹脂(PTFE)や二硫化モリブデンよりもブレンド性や価格に優れる。
UHMWPEは糸状に成形すると非常に強靭な繊維を得られる。これは同じ重量でピアノ線の8倍に相当する強度を有するため、船舶用や登山・レジャー用ロープなどに用いられる。
フィルムは、離型フィルム状に圧縮成形またはインフレーション法などの方法で製造され、皮膜材や保護フィルムなどとして用いられる。
戦闘用ヘルメットの素材として使用する研究も進められており、ECHなどが実用化しつつある。

## 参考資料
- 超高分子量ポリエチレンパウダーの市場動向Enpla Net
- 大井秀三郎・広田愃 『プラスチック活用ノート』 伊保内賢編、工業調査会、1998年。ISBN 4-7693-4123-7